# Malagarasi
De Malagarasi is een rivier in het westen van Tanzania, in de regio Kigoma. Met zijn lengte van 475 kilometer is het de tweede langste rivier van Tanzania, na de Rufiji-Great Ruaha. Van alle rivieren die uitmonden in het Tanganyikameer heeft de Malagarasi het grootste stroomgebied. De Malagarasi-Muyovozi Wetlands zijn aangeduid als te beschermen "Ramsar" drasland.

## Geografie
De bron van de rivier bevindt zich bij de grens tussen Tanzania en Burundi. De eerste 80 kilometer van de loop van de rivier vormt ze de grens tussen beide landen. Veel (rechter)zijrivieren dalen af van het Burundese hoogland om de Malagarasi te vervoegen. Na de monding van de Lumpungu in de Malagarasi gaat de Malagarasi Tanzania binnen. Daar maakt de rivier een cirkel waarna ze uitmondt in het Tanganyikameer bij Ilagala, zo'n 40 kilometer ten zuiden van Kigoma. Zo'n 80 kilometer voor de monding stroomt de Malagarasi door de Moyowosi-moerassen, een gebied met uitgestrekte moerassen en riviervlaktes en een "drassig labyrint".
De Moyowosi is de belangrijkste zijrivier van de Malagarasi.
Het debiet van de rivier varieert zeer sterk tussen de jaarlijkse natte en droge seizoenen. Bij momenten treden er overstromingen op, maar evengoed wordt de rivier in het droge seizoen soms gereduceerd tot een kleine beek. Bij Mberagule bedraagt het debiet zo'n 6,9 kubieke kilometer per jaar (gemiddeld 0,2 m³/s).

## Malagarasi-Muyovozi Wetlands
De Malagarasi-Muyovozi Wetlands liggen in het midden van het stroomgebied, op een hoogte van 1200 meter bij de samenvloeiing van de Gombe, Muyovozi, Ugalla met de Malagarasi. In dit drasland liggen zo'n 2500 vierkante kilometer niet-seizoenale meren en open waters (waaronder het Sagarameer en het Nyamagomameer) en 2000 vierkante kilometer aan permanent papyrusmoeras. Daarnaast zijn er grasland die seizoenaal overstroomd worden in de omringende riviervlaktes (tot 15.000 vierkante kilometer in natte jaren). Op 13 april 2000 werden de Malagarasi-Muyovozi Wetlands aangeduid als Ramsar-gebied. Het is het eerste Ramsar-gebied van Tanzania en met 35.000 kilometer het derde grootste ter wereld.